# Banishers: Ghosts of New Eden
Banishers: Ghosts of New Eden è un videogioco di ruolo d'azione sviluppato da Don't Nod e pubblicato da Focus Entertainment. Il gioco è disponibile per PlayStation 5, Windows e Xbox Series X/S dal 13 febbraio 2024.

## Trama
New England, 1695. Antea Duarte e Ruaidhrigh "Red" mac Raith sono due Epuratori in grado di evocare i fantasmi per poi permettere la loro ascesa all'aldilà aiutandoli a compiere le loro questioni irrisolte, oppure distruggerli per le loro colpe. I due, compagni anche nella vita, vengono chiamati dal loro amico Charles Davenport, governatore di un insediamento di coloni di nome New Eden, per indagare su una misteriosa maledizione che ha colpito il territorio. I due vi si recano e trovano il villaggio prigioniero di un eterno inverno che ha causato la morte di molti abitanti, incluso lo stesso Davenport; ad amministrare il villaggio ci sono adesso il governatore Fairefax Haskell, la cacciatrice "Pelledura" Newsmith e il capitano Saul Pennington. Dopo aver incontrato Esther, vedova di Charles, Antea apprende dal fantasma di quest'ultimo che la maledizione è causata da un Incubo, il più raro e potente tipo di fantasma. Dopo aver permesso a Charles di ascendere, i due Epuratori vanno a combattere l'Incubo: esso però è troppo forte e infligge loro una grave sconfitta. Antea viene uccisa, mentre Red viene scagliato giù da una scogliera.
Red si sveglia alcuni giorni dopo in una caverna, accudito da un'apprendista strega di nome Cercatrice, mandata a salvarlo dalla sua padrona Siridèan, che poco dopo lo abbandona al suo destino. L'uomo si imbatte quindi nel fantasma di Antea, rimasta nel mondo terreno a causa della sete di vendetta contro l'Incubo: Antea scopre di potersi ancorare al corpo di Red e di poter adoperare per suo tramite dei poteri spettrali. I due decidono quindi di tornare a New Eden per scoprire cos'è accaduto: combinando i poteri di Antea e le abilità di Red, i due combattono i demoni e risolvono i casi di infestazione che costellano il territorio, tutti collegati alla presenza dell'Incubo. Antea rivela a Red il suo intento di ascendere una volta compiuta la missione, ma lui le propone di compiere un oscuro rituale che le permetterebbe di risorgere: per farlo, tuttavia, dovranno sacrificare molti esseri umani. I due stringono un patto che li porterà a realizzare l'una o l'altra ipotesi.
I due scoprono che i sopravvissuti di New Eden, ormai soggiogata dall'Incubo, si sono dispersi nel territorio. Imbattutisi nella colonia guidata da Pelledura e sua sorella Kate, queste chiedono loro di liberare la zona da un mostruoso spirito maligno: i due lo epurano, ma scoprono così che Pelledura gli aveva dato in pasto i membri più deboli del gruppo, mentre Kate si è resa complice dell'esecuzione della sua compagna Deborah Comenius, ritenuta una strega. Red compie quindi la scelta di assolvere o giustiziare Pelledura per i suoi crimini. In seguito i due ritrovano Cercatrice, che li porta da Siridéan: la strega spiega loro che per sconfiggere l'Incubo dovranno prima recuperare i frammenti della sua anima sparsi per il territorio, attraversando una dimensione oscura chiamata Vuoto.
Antea e Red trovano le colonie guidate da Haskell e Pennington, dove scoprono che i capi di New Eden sono responsabili dell'ingiusto arresto, del processo iniquo e dell'esecuzione di Deborah, accusata di stregoneria; l'Incubo è in realtà lo spirito della donna, tornato a New Eden per vendicarsi. Anche gli ultimi due capi possono essere risparmiati o sacrificati. Nel frattempo Siridéan muore di vecchiaia, non prima di aver avvertito i due Epuratori di riflettere molto bene sul destino di Antea.
Dopo aver recuperato i frammenti d'anima dell'Incubo, i due si apprestano a tornare in città, ma scoprono di necessitare dell'aiuto di Cercatrice. Mentre indagano su di lei, scoprono la sua vera identità: si tratta di Grace, figlia di Pennington, esiliata da New Eden per aver difeso Deborah. Cercatrice li aiuta ad attraversare un portale speciale del Vuoto che li porterà a New Eden, dove però sono costretti a affrontare Naruku, uno spirito maligno che Antea aveva epurato da ragazzina. I due arrivano quindi nell'insediamento, dove combattono nuovamente contro l'Incubo scoprendo che esso è in realtà guidato dal demone Punizione, alimentato dalla sua rabbia; gli Epuratori riescono tuttavia a rivelare a Deborah la verità sulla sua morte: la ragazza decide quindi di ribellarsi a Punizione, consentendo a Red e Antea di epurarlo. Deborah può quindi ascendere serenamente.
A seconda delle azioni del giocatore, esistono quattro finali diversi:
- Se Red giura di far risorgere Antea e sacrifica il più alto numero di abitanti, riesce a compiere con successo il rituale oscuro: Antea risorge e i due lasciano insieme New Eden. Tuttavia i peccati commessi li tormenteranno per sempre, e i due cominceranno a sentirsi affascinati dalla magia nera.
- Se Red giura di far ascendere Antea, risparmia gli abitanti e fa ascendere un gran numero di fantasmi, Antea ascende e lui ritroverà la serenità, sposando un'altra donna e formando una famiglia in Scozia, la sua terra natia.
- Se Red giura di far ascendere Antea, risparmia gli abitanti ed epura un gran numero di fantasmi, lui non riuscirà mai a superare il dolore per la sua perdita, e si recherà a Cuba per informare i familiari di Antea della sua morte.
- Se Red rompe il giuramento fatto ad Antea compiendo azioni opposte a quelle che gli servono per tenergli fede, Punizione riappare e castiga Cercatrice accelerando il suo invecchiamento, rivelando così che lei e Siridéan sono la stessa persona; inoltre riporta Red nel falò dove ha incontrato Cercatrice, senza alcuna memoria di quanto è accaduto. Il giocatore dovrà quindi riaffrontare l'intero gioco dall'inizio.

## Modalità di gioco
Il giocatore assume il ruolo di due cacciatori di fantasmi chiamati Antea e Red. La coppia va in missione per indagare su una piccola ma infestata comunità chiamata New Eden. Red può contare sull'uso di una sciabola, un fucile e una torcia chiamata sventura del fuoco mentre Antea utilizza attacchi eterei per sconfiggere i nemici. I giocatori devono compiere numerose scelte che influenzano la storia e la sorte degli altri personaggi.

## Sviluppo e pubblicazione
Nel 2019 Focus Entertainment e DontNod Entertainment hanno siglato un nuovo accordo di sviluppo dopo il successo di Vampyr, e iniziato la produzione, con l'obiettivo di crearne un successore spirituale. Banishers: Ghosts of New Eden è stato svelato durante i The Game Awards nel dicembre 2022. Il gioco originariamente avrebbe dovuto essere pubblicato per PlayStation 5, Windows e Xbox Series X/S il 7 novembre 2023 ma il 26 settembre è stato posticipato al 13 febbraio 2024 per evitare il lancio di altri videogiochi.

## Accoglienza
| Testata                                | Versione | Giudizio |
| -------------------------------------- | -------- | -------- |
| Metacritic (media al 13 febbraio 2024) | PC       | 79/100   |
| Metacritic (media al 13 febbraio 2024) | PS5      | 78/100   |
| Metacritic (media al 13 febbraio 2024) | XSX      | 81/100   |
| Everyeye.it (ITA)                      | PS5      | 7.8/10   |
| GameSpot                               | PC       | 7/10     |
| GamesRadar+                            | PS5      | [ 12 ]   |
| IGN                                    | XSX      | 7/10     |
| Multiplayer.it (ITA)                   | PS5      | 9/10     |
| PCGamesN                               | PC       | 8/10     |
| Screen Rant                            | PS5      | [ 16 ]   |
| TheSixthAxis                           | XSX      | 8/10     |

Secondo l'aggregatore di recensioni Metacritic, Banishers: Ghosts of New Eden ha ricevuto recensioni "generalmente favorevoli".

### Vendite
Nel settembre 2024 Don't Nod ha comunicato che le vendite di Banishers: Ghosts of New Eden non hanno raggiunto i risultati commerciali sperati e sono state ben al di sotto delle aspettative.